# Антоний Нови Берски
 Тази статия е за светеца, покровител на Бер.  За олимпийския светец вижте Антоний Нови Киоски.  
Антоний Нови Берски (на гръцки: Όσιος Αντώνιος ο νέος εκ Βεροίας), е християнски православен светец, преподобен, вероятно от X - XI век, чиято памет се тачи на 17 януари и 1 август.

## Биография
Времето на живота на Антоний е неизвестно. Традиционно се смята, че е живял между 1450 и 1540 година. На католикона на манастира, построен върху лобното му място, е от XIV век и съответно животът на светеца трябва да се отнесе към по-ранен период, преди XII век. Житието на Антоний е написано от костурския митрополит Кирил (Кир).
Антоний се ражда в македонския град Бер в семейство на благочестиви родители. Като млад постъпва в Берския манастир „Свети Йоан Предтеча“ в планината Фламбуро (Пиерия), където става образец за монашески добротели на братството.
С разрешение на игумена Антоний се оттегля в труднодостъпна пещера на брега на Бистрица, където живее в отшелничество около 50 години и общува само с един свещеник, който му носи причастие. Според житието, подобно на покровителя си преподобния Антоний Велики, Антоний отблъсква дяволски изкушения, имащи за цел да прекъснат молитвата му и да го накарат да напусне обителта си, които му се явяват в различни образи, като например видение, че реката се надига и всеки миг ще потопи пещерата. Така преподобният проживява до деветдесет години и мирно си отива в пещерата си. След смъртта му тялото му случайно е намерено от ловци. Берчани, начело с епископа на града, го пренасят в града и го полагат в храма „Света Богородица Камариотиса“ и Антоний става покровител на града. Твърди се, че мощите извършват много изцеления. Гръцката църква чества паметта на Свети Антоний Нови на 17 януари и на 1 август, като в Бер се стичат много поклонници от цяла Македония.
В 1860 година при пожар изгаря църквата „Света Богородица Камариотиса“ и на нейно място е изградена църквата „Свети Антоний Нови“, която също пострадва от пожар в 1898 година и е възстановена в 1904 година от големия гръцки архитект Ксенофон Пеонидис.